# دزدی بزگتر (فیلم)
دزدی بزگتر (به هندی: Chor Pe Mor) فیلمی هندی محصول سال ۱۹۹۰ و به کارگردانی کاپیل کاپور است. در این فیلم بازیگرانی همچون نصیرالدین شاه، نیلم کوتهاری، سونام، ساتیش شاه و کیران کومار ایفای نقش کرده‌اند.